# Halimat Ismaila
Halimat Ismaila (Ilorin, 3 luglio 1984) è una velocista nigeriana.

## Palmarès
| Anno | Manifestazione | Sede    | Evento      | Risultato | Misura  | Note                                     |
| ---- | -------------- | ------- | ----------- | --------- | ------- | ---------------------------------------- |
| 2004 | Olimpiadi      | Atene   | 4×400 m     | Batteria  | 3'30"78 | Miglior prestazione personale stagionale |
| 2008 | Olimpiadi      | Pechino | 100 m piani | Batteria  | 11"72   |                                          |
| 2008 | Olimpiadi      | Pechino | 4×100 m     | Argento   | 43"04   |                                          |
| 2009 | Mondiali       | Berlino | 100 m piani | Batteria  | 11"74   |                                          |
| 2009 | Mondiali       | Berlino | 4×100 m     | Batteria  | 46"54   |                                          |